# Sinopoda jirisanensis
Espèce
Sinopoda jirisanensis est une espèce d'araignées aranéomorphes de la famille des Sparassidae.

## Distribution
Cette espèce est endémique de Corée du Sud.

## Description
La femelle holotype mesure 18,200 mm.
Le mâle décrit par Chae, Lee et Kim en 2022 mesure 12,46 mm et la femelle 15,85 mm, les mâles mesurent de 10,50 à 14,90 mm et les femelles de 10,50 à 15,85 mm.

## Systématique et taxinomie
Cette espèce a été décrite par Kim et Chae en 2013. Elle est placée en synonymie avec Sinopoda forcipata par Yoo, Lee, Im et Kim en 2015. Elle est relevée de synonymie par Chae, Lee et Kim en 2022.

## Étymologie
Son nom d'espèce, composé de jirisan et du suffixe latin -ensis, « qui vit dans, qui habite », lui a été donné en référence au lieu de sa découverte, le mont Jiri.

## Publication originale
- Kim & Chae, 2013 : « A new species of the genus Sinopoda Jäger, 1999 (Araneae: Sparassidae) from Korea. » Korean Arachnology, vol. 29, p. 183-194.